# Chiesa della Visitazione di Maria Santissima (Bargagli)
La chiesa della Visitazione di Maria Santissima è un luogo di culto cattolico situato nella borgata di Cisiano, in via Dolo, nel comune di Bargagli nella città metropolitana di Genova. La chiesa è sede della parrocchia omonima del vicariato Medio-Alto Bisagno dell'arcidiocesi di Genova.

## Storia

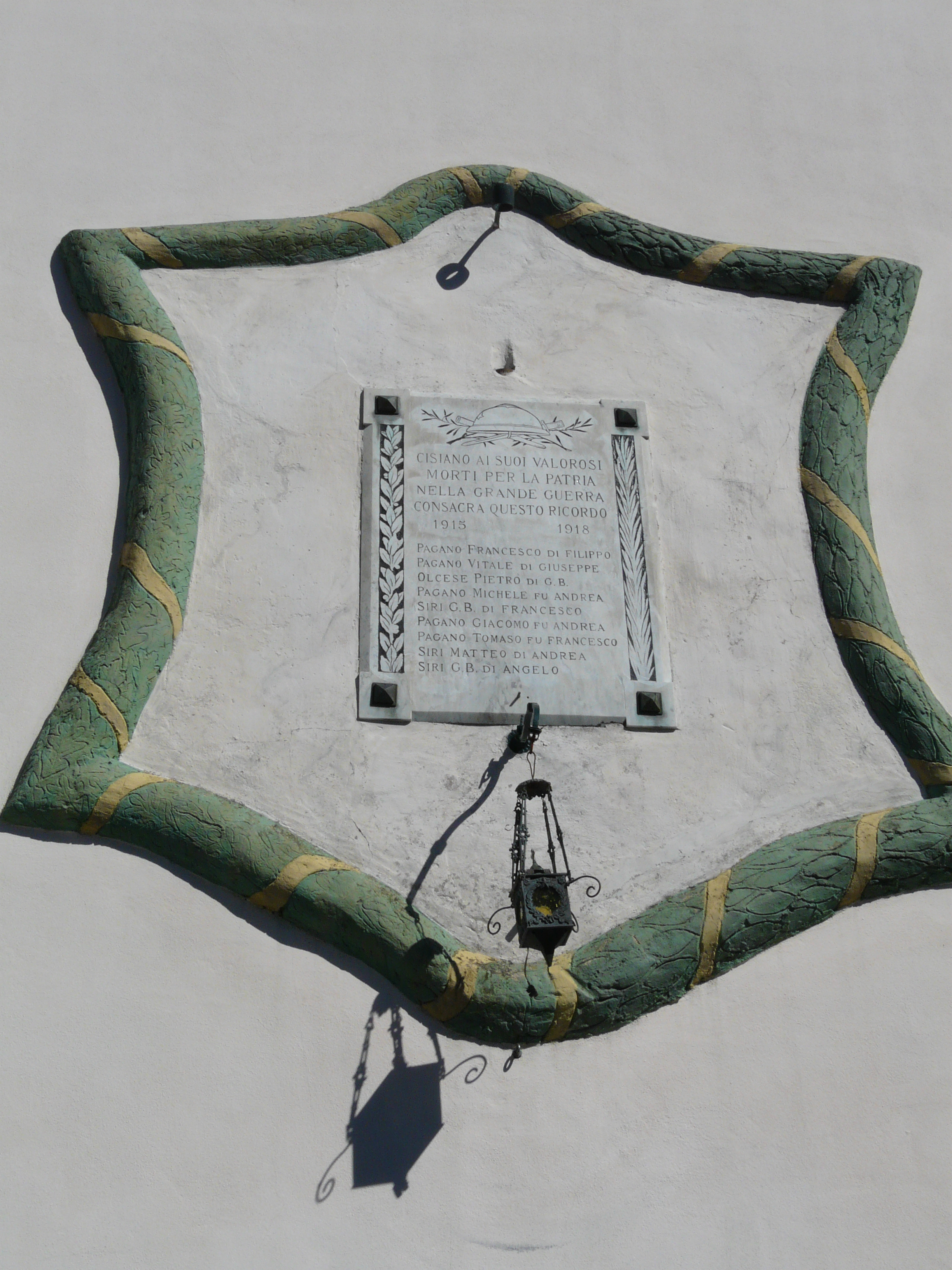
Targa in memoria dei caduti di Cisiano

Secondo alcune fonti la prima cappella nel paese di Cisiano fu edificata nel 1645 ed intitolata, forse per suggerimento del cardinale Stefano Durazzo (colui che autorizzò l'edificazione), alla madre della Vergine Maria sant'Anna. Una seconda cappella fu costruita in località "alla Fontana" dagli abitanti, i quali chiesero il permesso di edificazione al Vicario generale l'8 agosto del 1702; i lavori procedettero però molto lentamente e con interruzioni, per motivi sconosciuti, tanto che le celebrazioni eucaristiche iniziarono dopo il 10 ottobre del 1724. L'altare fu benedetto dal parroco di Traso (anch'essa frazione di Bargagli) il 18 giugno 1756.
I primi restauri dell'edificio risalgono al 1824 dove in quell'occasione fu eretto anche l'attiguo campanile; nel 1844 si eseguì la riparazione del tetto e l'edificazione dell'abitazione del locale cappellano. Nel corso degli anni successivi lo stabile religioso fu interessato da un primo ingrandimento nel 1871 e ancora tra il 1891 e il 1892 nelle forme cui si presenta oggi; anche la torre campanaria fu interessata ad una nuova edificazione nel 1875 con l'inserimento delle quattro campane.
A causa soprattutto delle violente intemperie, tra cui un rovinoso temporale il 13 dicembre del 1916, si dovettero nel XX secolo mettere più volte in restauro sia la chiesa che il campanile; nel 1917 si procedette al completo rifacimento del tetto e altri seguirono nel tempo (1928-1945-1946-1976).
La chiesa fu dal 1874 al 1887 succursale della parrocchia di Sant'Ambrogio di Traso fino a quando, il 1º ottobre, l'arcivescovo di Genova monsignor Salvatore Magnasco scorporò le due comunità religiose istituendo la nuova parrocchia di Cisiano.

## Descrizione
All'interno sono collocate tre cappelle edificate nel Novecento. La prima fu costruita nel 1895 ed intitolata alla Madonna di Lourdes, la seconda dedicata a sant'Anna nel 1911 e la terza a sant'Antonio abate nel 1926.
L'organo presente, restaurato e funzionante, fu costruito nel 1889 dalla ditta Agati-Tronci.